# 닐스 슈만

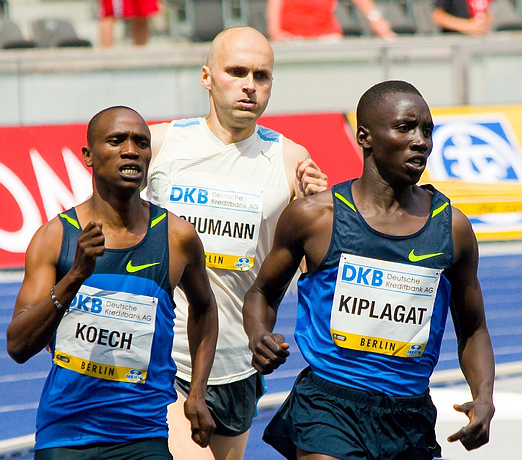

닐스 슈만(독일어: Nils Schumann, 1978년 5월 20일 ~ )은 전 독일의 육상 선수로 2000년 시드니 올림픽에서 800m를 우승하였다.
튀링겐주 바트프랑켄하우젠에서 태어난 슈만은 육상으로 전향하기 전에 1984년 축구 선수로 자신의 경력을 시작하였다. 그는 1998년 발렌시아에서 열린 유럽 실내 선수권에서 800m 금메달을 획득하였다. 동년에 부다페스트에서 열린 유럽 선수권에서 가까운 완료에 타이틀을 우승하였다. 몇주 후에 그는 요하네스버그에서 열린 월드컵에서 800m를 우승하기도 하였다.
1999년 세계 육상 선수권 대회에도 나갔으나 8위와 함께 마지막으로 오고 말았다. 시드니에서 올림픽이 시작할 때까지 조용한 2000년 시즌을 가졌다. 슈만은 예선들을 통하여 결승전에 쉽게 나갔다. 결승전에서 그는 마지막 바퀴에서 자신의 마지막 전력을 세워 50m가 남으면서 선두를 차지하였다. 우승 후보로 보인 덴마크의 윌슨 킵케테르는 가까운 미터에 들어왔으나 슈만의 놀라운 승리를 방지할 수 없었다. 이듬해 슈만은 에드먼턴에서 열린 세계 육상 선수권 대회에서 5위를 하였다.
2002년 유럽 선수권에서 동메달을 딴 슈만은 2004년 시즌을 통하여 부상을 입어 아테네 올림픽에서 자신의 올림픽 타이틀을 유지할 수 없었다.
2009년 육상에서 은퇴하였다.